# Ole Hansen (musiker)
 For alternative betydninger, se Ole Hansen. (Se også artikler, som begynder med Ole Hansen)
Ole Hansen er en dansk musiker, trompetist, pianist, komponist og musikproducer, måske bedst kendt for sit samarbejde med Hanne Boel og Martin Hall m.fl. omkring albummet Need (1998), som af nogle musikanmeldere betegnes som et kunstnerisk højdepunkt,[kilde mangler] samt albummet Silent Violence (1996).

## Grupper
- Buzstop (1979 - 1985)
- Cue (1980 - 1984)
- Blast (1983 - 1988)
- Niveau (1985 - 1989)
- Paris Paris (1986)
- Blue Isis (1989)
- The Hatebox Experience (1994)

Desuden var han en del af:
- Kansas City Stompers
- Klatremus Og De Andre Dyr I Hakkebakkeskoven (1990)[3]